# Модел равне Земље
Модел равне Земље је модел по коме Земља има облик равни или диска са сводом у облику куполе. Многе древне културе су развиле концепције о равној Земљи, укључујући и Грчку до класичног периода, блискоисточне цивилизације бронзаног и гвозденог доба до хеленистичког периода, у Индији до периода Гупта царства и у Кини све до 17. века.
Парадигма сферне Земље је развијена у грчкој астрономији, почевши од Питагоре (6. век п. н. е.), иако је већина пресократоваца и даље веровала да је Земља равна. Аристотел је прихватио сферични облик Земље на емпиријским основама око 330. п. н. е., а знање о сферном облику Земље се од тада постепено ширило изван хеленистичког света. Заблуда да су образовани Европљани у време Колумба веровали да је земља равна, и да су његова путовања побила та уверења, се назива „Мит о равној Земљи”. Удружење историчара Британије је 1945. ту заблуду ставило на друго место међу 20 најчешћих заблуда у историји.

## Историја

### Веровање у равну Земљу

#### Западна Азија
У египатској и месопотамској митологији, Земља је приказана као диск који плута у океану. Пронађен је сличан модел у хомеровском извору из 8. века пре нове ере у којем „океанос, персонификовано тело воде које окружује кружну површину земље, представља порекло свега и свих богова”.
Израелци су такође замишљали да је Земља диск који плута на води. Закривљени свод који раздваја земљу од неба. Као већина цивилизација из антике, и Јевреји су веровали да је небо чврста купола са Сунцем, Месецом, планетама и звездама уграђеним у њега.
Текстови пирамида древног Египта показује сличну космографију, океан окружен сувом земљом или острвима.

#### Песници
Хомер и Хесиод су обојица описали дискову космографију на штиту од Ахила. Ова поетска традиција се такође појављује у Стасинусу од Кипра, Мимнермуса, Есхила и Аполонија Рођанина
Хомеров опис космографије диска на штиту од Ахила са окружујућим океаном је понављан далеко касније у 4. веку.

#### Филозофи
Неколико пресократоваца је веровало да је земља равна. Талес, Леукип и Демокрит, према Аристотелу.
Филозоф Талес је мислио да земља плута на води као штап. Међутим, тврдило се како је Талес веровао у округлу земљу. Анаксимандар је веровао да је земља кратки цилиндар са глатким кружним врхом који је остао стабилан јер је био на истој удаљености од свега. Анаксимен из Милета је веровао да је Земља равна и да се вози у ваздуху, на исти начин као сунце, месец и остала небеска тела која су била сва ватрена, лете у ваздуху због своје равности. Ксенофан из Колофана је мислио да је земља равна и да својом горњом страном додирује ваздух а доња страна се простире без границе.
Веровање у равну земљу се наставило и у 5. веку после нове ере. Филозоф Анаксагора се сложио да је земља равна, а његов ученик Архелај је веровао да је равна Земља у средини притиснута попут тањира, јер сунце не излази и залази у исто време за свакога.

#### Историчари
Хекатеј Милећанин је веровао да је земља равна и окружена водом. Херодот у свом делу „Историје” исмејао је веровање да вода окружује земљу, иако се већина класичара сложила да је он ипак веровао да је земља равна због његовог описа дословних крајева или ивица земље.

#### Европа
Древни нордијски и германски народи су веровали у космографију равне земље окружене океаном са аксис мунди (лат. axis mundi) дрветом као центром света у средини. У свету окруженом океаном седела је змија Јормунганд. Нордијски извештај о стварању сачуван у Гилфагинингу (VIII) каже да је током стварања Земље око ње било непроходно море.
Јафнхар рече: „од крви која се излевала из његових рана направили су море, када су формирали и направили земљу положили су море у средину да буде тешко да мушкарци прођу кроз њу”
Стари нордијски Конунгс Скигсја, са друге стране, објашњава Земљин облик као сферу:
Ако узмеш упаљену свећу и ставиш је у средину собе, можеш да очекујеш да осветлиш целу унутрашњост осим ако нешто не омета свећу иако би соба била велика. Али ако би узео јабуку и окачио је близу пламена толико да се загреје, јабука би замрачила и затамнила скоро половину собе, или чак и више. Међутим, ако окачиш јабуку близу зида не би се угрејала, свећа би обасјала целу просторију, а сенка на зиду где јабука виси била би једва пола велика од величине јабуке. Из овога се може закључити да је земљани круг округао као лопта и не једнако близу сунца у свакој тачки, али где закривљена површина лежи ближе сунцу тамо ће бити највећа топлота. Неке површине које леже испод непрекидних зрака не могу бити ни насељене.

#### Источна Азија
У древној Кини преовладавало је веровање да је земља равна и коцкаста, док су небеса округла, претпоставка која је била практично неупитна све до увођења европске астрономије у 17. веку. Енглески синолог Кулен наглашава став да у древној кинеској астрономији није постојао концепт округле Земље:
Кинеска мисао о облику земље остала је скоро непромењена од раног времена све до првог контакта са модерном науком посредством језуитских мисионара у 17 веку. Док се небо описивало различито попут кишобрана који покрива земљу, или као околина сфере, или као без садржаја док небеска тела плутају слободно, Земља је све време била равна са мало испупчења.
Модел јајета често су користили кинески астрономи као што је Џанг Хенг да би описао небо као сферично.
Небо је као кокошије јаје и заобљено као метак, земља је као жуманце јајета и лежи у средини.
Ова аналогија о закривљеном јајету оставила је неке савремене историчаре нарочито Џозефа Нидама да претпостави да су кинески астрономи били свесни о сферичности земље. Референца о јајету, међутим, била је намењена да појасни релативни положај равне земље наспрам неба:
У Џанг Хенговој космогонији која није преведена од стране Нидама, Џанг је рекао: „Небо узима свој облик од Јанга па је округло и покретно, земља узима свој облик од Јина па је равно и мирно. Поента аналогије о јајету једноставно наглашава да је земља потпуно затворена небом а не само покривена одозго као сто је Каи Тиан описао. Кинески астрономи, многи успешни по свим стандардима, наставили су да размишљају у контексту равне Земље све до 17 века. Ова изненађујућа чињеница може бити почетна тачка за поновно испитивање идеје о сферичној земљи.
Даљи примери наведени од стране Нидама требало би да демонстрирају неслагање древног кинеског консензуса који заправо указује да је земља квадратна а не равна. Према исказу научника из 13. века Ли Је који је тврдио да ће кретање округлог неба ометати квадратна Земља, није подржавао то да је Земља сферична, већ да њену ивицу треба заокружити тако да буде кружна. Међутим, Нидам се не слаже, потврђујући да је Ли Је веровао да је Земља сферна, сличног облика као небеса, али много мања. Ово је била ранија предрасуда научника Ју Кси који је веровао у бескрајност свемира који окружује Земљу и да би Земља могла бити и квадратна и округла према облику неба око ње. Када су кинески географи 17. века, који су били под утицајем европских картографа и астронома, показали Земљу као сферу која може да се опкружи пловидбом око света, учинили су то помоћу формуле која је претходно коришћена од стране Џанг Хенга који је описао сферични облик сунца и месеца.
Према наводима из књиге Хуаинанзи из 2. века пре нове ере, астрономи су изумели Ератостеново калкулисање укривљености Земље да би израчунали висину сунца изнад Земље. Претпостављајући да је Земља равна израчунали су дистанцу од 200 хиљада километара. Жоуби Суанџинг такође расправља о томе како одредити удаљеност Сунца мерењем дужине подневних сенки на различитим географским ширинама, метод сличан Ератостеновом мерењу обима Земље, али Жоуби Суанџинг је претпостављао да је Земља равна.

## Алтернативне и комбиноване теорије

### Грчка: Сферична земља
Питагора у 6. веку пре нове ере и Парменид у 5. веку су изјавили да је Земља сферична, овај поглед се брзо ширио у грчком свету. Око 330. године пре нове ере, Аристотел је на основу физичке теорије и опажања доказао да је Земља сферична и известио о процени обима. Обим Земље први пут је одређен око 240. године пре нове ере од стране Ератостена. До другог века, Клаудије Птолемеј је развио систем географске ширине, географске дужине. Његов Алмагест написан је на грчком језику и из арапских превода преведен на латински језик у 11. веку.
У другом веку пре нове ере Кратет из Мала представио је земаљску сферу по којој је Земља подељена на четири континента, одвојена великим рекама или океаном, по претпоставком да људи живе у сваком од четири подручја. Насупрот екумени, насељеном свету, били су антиподи који су сматрани недостижним због тропа односно екватора и океана. Ово је представљало јак став средњовековног ума.
Лукреције (1. век п. н. е) се супротставио концепту сферичне Земље, јер је сматрао да бесконачни свемир нема средиште према коме би тешка тела тежила. Према томе, мислио је да је идеја животиња које шетају наопако Земљом била апсурдна. До првог века наше ере, Плиније Старији је био у позицији да тврди да су се сви сложили о сферичном облику Земље, иако су се наставили спорови у вези с природом антипода и о томе како је могуће држати океан у закривљеном облику. Плиније је такође разматрао могућност несавршене сфере у облику шишарке.
У касној антици, широко читани енциклопедисти као што су Макробије и Марцијан Капела, дискутовали су о обиму сфере Земље, њеној централној позицији у универзуму, разлике годишњих доба у северној хемисфери и јужној хемисфери и многим другим географским детаљима. Макробије је у свом коментару о Цицероновом делу „Сципионов сан” описао Земљу као свет безначајне величине у односу на остатак космоса.

### Јужна Азија
Текстови Веда приказују космос на много начина.</ref> Најранији индијски космолошки текстови приказују Земљу као једну равну плочу.
У Ведским текстовима, небо и земља се упоређују са точковима на осовини, доприносећи равном моделу. Такође су описани као чиније или кожне торбе, што даје конкавни модел. Према Макдонел-у, „концепција да је Земља диск који је окружен океаном не појављује се у Самхитама но природно се сматрало кружним, упоређивано је са точком (10,89) и изричито се назива кружним (паримандала) у тексту Шатапата Брахмана”.
До петог века, сидханта астрономски текстови jужне Азије, посебно Ариабхата, претпостављају сферичну земљу док развијају математичке методе за квантитативну астрономију за календарско и временско задржавање.
Средњовековни индијски текстови названи Пурани описују земљу као равно дно, кружни диск са концентричним океанима и континентима. Ова општа шема је присутна не само у хинду космологији, већ и у будистичким и ђаинским космологијама Јужне Азије. Међутим, неки Пурани укључују и друге моделе. На пример, пети канто Багавата Пурана, укључује делове који описују земљу како равну тако и сферичну.
Дуго се расправљало како и када се појавила сферна концепција у индијским астрономским моделима. Детаљни записи, посебно о праћењу опсервације нису преживели. Грчки текст који је можда утицао на индијске астрономе у раном средњем веку такође је непознат, а нема никаквих текстуалних доказа о значајним преносима западне астрономије између почетка првог миленијума и раног другог. Иако текстуални докази нису преживели, прецизност константи коришћених у предгрчким моделима Веданга и тачност модела у предвиђању кретања месеца и сунца за ведске ритуале вероватно су дошли из непосредних астрономских опсервација. Космографске теорије и претпоставке у древној Индији највероватније су се развијале независно и паралелно, али на њих је утицао неки непознати квантитативни грчки текст астрономије у средњовековној ери.

### Рана хришћанска црква
Током раног црквеног периода, сферичан поглед је наставио да се јако држи, али са неким приметним изузецима.
Рана хришћанска уверења помињу бројне идеје о облику земље. Атинагора Атински, источни хришћанин који је писао око 175. године, рекао је: „Свет, је постао сферичан, ограничен унутар кругова небеса.” Свештеномученик Методије (од 290. год.), источни хришћански писац против „теорије Калдејаца и Египћана” који су тврдили да је земља сферична, рекао је: „Најпре поставимо откривену... теорија Халдејаца и Египћана. Кажу да је обим свемира упоређен са скретањима добро заобљене кугле, а Земља је централна тачка. Они кажу да је, с обзиром да је њен облик сферичан, земља би требало да буде центар свемира, око ког се небо врти.” Лактанције, западњачки хришћански писац и саветник првог хришћанског римског цара, Константина Великог испричао је појам Антипода и филозофа који су замишљали да је „универзум округао као лопта”. Такође су мислили да се небо врти у складу са кретањем небеских тела... Из тог разлога, они су конструисали месингане глобусе, као да су фигуре универзума. Арнобије, још један источнохришћански писац, негде око 305. године рекао је: „На првом месту, заиста, сам свет није ни десно ни лево. Нема ни горње ни доње регије, ни предње ни задње. Јер шта год је округло и са сваке стране омеђено обимом чврсте сфере, нема ни почетка ни краја...”.

Утицајни теолог и филозоф Свети Августин, један од четворице Црквених очева Римокатоличке цркве, слично се супротставио „бајци” насељених Антипода:
Али што се тиче бајке да постоје Антиподи, односно људи на супротној страни земље, где сунце излази када код нас залази, људи који ходају својим ногама насупрот нашим, није веродостојно. И, заиста, није потврђено да је ово научено историјским знањем, већ научним претпоставкама, на основу тога што Земља виси унутар конкавности неба и да има толико простора са једне стране као с друге стране: стога кажу да део који је испод такође мора бити насељен. Али они то не примећују, иако би требало или научно доказати да је свет округлог и сферичног облика, ипак не следи да је на другој страни земље вода; нити чак, иако има воде, да то значи да је насељена. За Библију, која доказује истину својих историјских изјава остваривањем својих пророчанстава, не даје лажне информације; и превише је апсурдно рећи да су неки људи могли да узму брод и пређу цео широки океан и прешли са ове стране света на другу и да су тако и становници тог далеког региона потекли из тог првог човека.
Неки историчари не виде Августинове коментаре из Библије да подржавају било који одређени космолошки модел, али став да је Августин делио заједничко гледиште својих савременика да је Земља сферична у складу с његовим прихватањем науке у „De Genesi ad litteram” је оспораван:
Августин је био упознат са грчком теоријом о сферичној Земљи, ипак, (следећи стопе Лактанција), био је чврсто убеђен да је Земља равна, једна од два највећа тела у постојању и да лежи на дну универзума. Очигледно је Августин видео ову слику као корисну за библијску егзегезу него земљу као центар огромног универзума.
Ипак, остали историчари, не гледају на писмене коментаре Августина као прихватање било ког одређеног космолошког модела.
Диодор Тарски, водећа фигура у Антиохијској школи и ментор Јована Златоустог, можда се залагао за равну Земљу; међутим, Диодорово мишљење о овом питању је познато само из касније критике. Јован Златоусти, једним од четири Великих црквених очева Источног хришћанства и Васељенски патријарх, експлицитно је подржао идеју, засновану на писму, да Земља чудесно плута на води испод небеског свода. Атанасије Александријски, црквени отац и Патријарх Александрије, изразили су сличан поглед у „Против пагана”.
Хришћанска топографија (547) Александарског монаха Козма Индикоплевст, која је путовала до Шри Ланке и извора Плавог Нила, сада се широко сматра највећим географским документом из раног средњег века, иако је добио релативно мало пажње од савременика. У њему, аутор више пута разјашњава доктрину да се свемир састоји само од два места, Земље испод свода и раја изнад ње. Пажљиво узимајући у обзир аргументе из Светог писма, он описује Земљу као правоугаоник, 400 дана путовања дугачком 200 широком, окруженом четири океана и затвореном са четири масивна зида који подржавају свод. Теорија сферичне Земље презрено је одбачена као „паганска”.
Северијан од Габале, епископ Габала, написао је да је Земља равна и да сунце не пролази испод ње ноћу, али „путује кроз северне делове као да је скривена зидом”. Василије Велики (329—379) је тврдио да је ствар теолошки ирелевантна.

### Европа: рани средњи век
Средњовековни хришћански писци у раном средњем веку нису имали потребу да претпоставе равнотежу земље, мада су имали нејасне утиске о писањима Птолемеја, Аристотела и више се ослањали на Плинија.
По завршетку Западног римског царства, западна Европа је ушла у Средњи век са великим потешкоћама које су утицале на интелектуалну производњу континента. Већина научних расправа о Антици на грчком није било доступно, остављајући само поједностављене резимее и компилације. Насупрот томе, Источно римско царство није пало, и очувало је учење. Ипак, многи уџбеници из раног средњег века подржавају сферичност Земље у западном делу Европе. На пример: неки рано-средњовековни рукописи Макробија укључују мапе Земље, укључујући и антиподе, зоналне мапе које приказују Птолемаичне климе произашле из концепта сферичне Земље и дијаграма који приказују Земљу (означени као globus terrae, сфера Земље) у центру хијерархијски уређених планетарних сфера. Други примери таквих средњовековних дијаграма могу се наћи у средњовековним рукописима Сан о Сципиу. У Каролиншкој ренесанси, научници су разговарали о Макробијевом погледу на антиподе. Један од њих, ирски монах Дунгал, тврдио је да је тропски јаз између нашег насељивог региона и другог насеља који се налази на југу мањи него што је Макробије веровао.
Европско гледиште о облику Земље у касној антици и раном средњем веку најбоље се може изразити писањем раних хришћанских научника:
- Боетије (око 480-524), који је такође написао теолошку расправу о тројици, поновио је макробиовски модел Земље у центру сферичног космоса у свом утицајном и широко преведеном De consolatione philosophiae.[94]
- Исидор Севиљски (560—636) је учио у својој широко читљивој енциклопедији, Етимологије, различитим погледима као што је да Земља "подсећа на точак",[95] која подсећа на Анксимандера на језику и на мапу коју је пружио. Ово се широко тумачило као да се односи на диск у облику Земље.[96][97] Илустрација из Исидорове „De Natura Rerum” показује пет зона земље као суседне кругове. Неки су закључили да је мислио да су зоне Арктика и Антарктика међусобно повезане.[98] Није признао могућност антипода, што је он подразумевао да људи живе на супротној страни Земље, сматрајући их легендарним[99] и напомињући да нема доказа за њихово постојање.[100] Исидорову мапу Т и О, која је била представљена као мали део сферичне Земље, наставила су да користе аутори кроз средњи век, нпр. Епископ Рабан Мауро из 9. века који је упоредио настањив део северне хемисфере са точком. Истовремено, Исидорови радови дали су и ставове сферичности, на примјер, у поглављу 28 „De Natura Rerum”, Исидор тврди да сунце кружи око земље и осветљава другу страну када је ноћ на овој страни. Погледајте француски превод „De Natura Rerum”.[101] У његовом другом раду Етимологије, постоје и афирмације да сфера неба има земљу у свом центру, а небо је једнако далеко на свим странама.[102][103] Други истраживачи су такође аргументовали ове тачке.[104][105][106] "Рад је остао непрекидан до тринаестог века и сматран је као врх свих знања, постао је суштински део европске средњовековне културе. Убрзо након проналаска типографије појавио се пуно пута у штампи .[107] " Међутим, Схоластичка школа - каснији средњовековни филозофи, теолози и научници - су имали помоћ арапских преводилаца, али они једва да су морали да се боре против присталица равне земље из ранијих година (500—1050). Рани средњовековни писци често су имали нејасне и непрецизне утиске Птолемија и Аристотела и више се ослањали на Плинија, али су осећали (са једним изузетком), малу потреву да претпоставе да је Зе, ља равна. "[108]
- Енглески теолог Беда Поштовани (672—735) је написао у својој утицајној расправи о Рачунање датума Ускрса, да је Земља округла ("не само кружна као штит [или] распрострањена као точак, већ слична лопти"), објашњавајући неједнаку дужину дневне светлости од "округлости Земље, јер се то без разлога назива "куглом света" на страницама Светог Писма и обичне књижевности. Чињеница је да је постављена као сфера усред читавог универзума." (De temporum ratione, 32). Велики број преосталих рукописа The Reckoning of Time, који су копирани да би испунили захтев Каролинга да сви свештеници треба да проучавају Рачунање датума Ускрса, показује да су многи, ако не и већина, свештеника били изложени идеји о сферичности Земље.[109] Елфрик из Еинсхама парафразирао је Беду на староенглески језик, говорећи: "Сада округлост Земље и Сунчева орбита представљају препреку да дан буде једнако дуг у свакој земљи."[110]
- Виргилије од Салцбурга (око 700-784), средином VIII века, дискутовао је и подучавао неке географске или космографске идеје које је Бонифатије Мисионар сматрао довољно спорним па се о њима пожалио папи Захарију. Једини преживели запис о инциденту садржан је у одговору Захарија из 748. године, где је написао:

Што се тиче перверзне и грешне доктрине коју је изрекао (Виргил) против Бога и његове душе - ако се јасно утврди да он верује у други свет и друге људе који постоје испод земље или у (другом) сунцу и месецу тамо, држите веће, одузмите га од свог сведочења и избаците га из цркве.
Неки ауторитети су сугерисали да је сферичност Земље међу аспектима Вергилиовог учења које су Бонифатије и Захарије сматрали спорним. Други сматрају ово мало вероватним и узимају у обзир реч Захаријевог одговора како би у највећој мери указивали на вјеровање у постојање људи који живе у антиподама. У сваком случају, нема никаквог записа о било каквој даљој акцији против Вергилиуса. Касније је постављен за бискупа из Салцбурга, и био је канонизован у 13. веку.
Могућа некњижевна, али графичка индикација да су људи из средњег века веровали да је Земља (или можда свет) сфера је употреба шара у регалијама многих краљевстава и Светог римског царства. Потврђено је из времена хришћанског касног римског цара Теодозија II (423) током средњег века; Шар је коришћен 1191. године у крунисању цара Хенрија IV . Међутим, нема записа о глобусу као репрезентацији Земље од давних времена на западу до оног од Мартина Бехаима 1492. године. Поред тога, то би могло бити представљање читавог света или космоса.
Недавна студија о средњовековним концептима сферичности Земље говори о томе да од осмог века, ниједан космограф вредан пажње није доводио у питање сферичност Земље. Међутим, рад ових интелектуалаца можда није имао значајан утицај на јавно мњење и тешко је рећи шта је шира популација могла да мисли о облику Земље, ако су уопште узели у обзир то питање.

### Европа: Касно средњовековно доба
Херман од Рајхенауа (1013—1054) био је један од најранијих хришћанских научника који процењују обим Земље методом Ератостена. Тома Аквински (1225—1274), најважнији и најчешће помињани теолог средњег века, веровао је у сферичну Земљу; и чак је узимао здраво за готово то да су његови читаоци такође знали да је Земља округла. У „Summa Theologiae” је написао: "Физичар доказује да је земља округла на један начин, а астроном на други; други то доказује математиком, нпр. облицима помрачења или слично, док први то доказује физиком, нпр. кретањем тешких тела према центру и тако даље." Током образовања у средњем веку предавања су често садржала доказе који су ишли у прилог идеји да је Земља била сфера. Такође, На сфери света, утицајни астрономски уџбеник из 13. века, из ког су обично учили студенти на западноевропским универзитетима, описао је свет као сферу.
Облик Земље се није дискутовао само у научним радовима написаним на латинском; такође је помињан у радовима написаним на различитим језицима или дијалектима који су били намењени широј публици. Норвешка књига Конунгс Скуггсја, око 1250. године, јасно наводи да је Земља сферична - и да је ноћ на супротној страни Земље када је дан у Норвешкој. Аутор такође говори о постојању антипода - а он примећује да (уколико постоје) они виде Сунце на северу током средине дана, те да имају годишња доба супротна онима на северној хемисфери.
Међутим, Татерсал показује да је у многим народним радовима у француским текстовима из 12. и 13. века Земља била сматрана „округла као сто“, а не „округа као јабука“. „У буквално свим наведеним примерима... из епика и из неисторијских романса (то јест, дела мање ученог карактера) стварни облик речи који се користи указује на снажни круг, а не на сферу“, мада примећује да је и у овим делима језик двосмислен.
Португалска пловидба доле и око обале Африке у другој половини 1400-их дала је широке опсервацијске доказе о сферичности Земље. У овим истраживањима, положај Сунца померао се више северно како су истраживачи напредовали ка југу. Његеов положај директно изнад главе у подне давао је доказе за прелазак екватора. Ова очигледна соларна кретања су више била доследна закривљености север-југ и удаљеном Сунцу, него било ком објашњењу равне Земље. Коначна демонстрација је дошла када је експедиција Фернанда Магелана завршила прво глобално опловљавање 1521. године. Антонио Пигафета, један од ретких преживелих путника, забележио је губитак дана током путовања, дајући доказе за кривину исток-запад. Ниједна теорија равне Земље не би могла помирити свакодневне очигледне покрете Сунца са способношћу да плове по целом свету, а губитак дана не би имао никаквог смисла.

### Средњи исток: исламски научници
Куран је на пуно места указао на лоптаст облик планете Земље и зато су исламски учењаци од првих генерација па ка каснијим постигли консензус око тога да је Земља лоптаста. Ретки су касније одскакали од тог консензуса, али се већина каснијих учењака није освртала на њихово одскакање од консензуса пређашњих учењака, због исламског правила: Једанпут постигнут консензус се не може срушити.
Преноси шејхул-ислам Ибн Тејмије (умро 1328. године по грегоријанском календару) у књизи Меџму'ул-фетава (25/195) да је ученик ученика имама Ахмеда, познати велики учењак који је написао око 400 дела, Ахмед ибн Џафер ибнул-Мунади рекао: "Нема разилажења међу учењацима да је атмосфера око Земље попут лопте". Додаје Ибн Тејмије: "Такође, сложни су учењаци да је Земља са свим копнима и морима попут лопте."
А на другом месту у истој књизи (6/586) преноси Ибн Тејмије да су се два човека спорила око изгледа неба и Земље, да ли су попут два округла тела или не. Један је то потврђивао, а други негирао. Па им је он одговорио: "Небеса (која окружују Земљу) су кружног облика код муслиманских учењака, преноси консензус муслимана по овоме више од једног учењака, попут Ахмеда ибн Џафера ел-Мунадија, једног од великих учењака из друге генерације (живео по грегоријанском 870-947), ученика имама Ахмеда, који је написао око 400 књига. Преноси консензус око тога (да је Земља округла) и имам Ебу Мухаммед ибн Хазм (живео по грегоријанском 996-1064), затим Ебул-Фереџ ибнул-Џевзи (живио по Миладу 1114 –1201) и пренели су учењаци то исто у познатим сенедима од асхаба и таби'ина, споменули су то из Алахове књиге и сунета Његовог Посланика, салалаху алејхи ве селем. Појаснили су тај став и са разумским доказима, а о томе су већ донесени и астрономски прорачуни. Није ми познато међу познатим учењацима муслимана да је неко то негирао осим једна мала скупина сколастичара, који када су се расправљали са астролозима рекли су, наводећи као пример да је дозвољено да (небеса и Земља) буду четвртасте или шестоугаоне и слично, они нису занегирали да су небеса и Земља кружног облика него кажу да је могуће да буде и супротно томе. А није ми познат неко ко је рекао да нису кружног облика осим неко од незналица чији говор се не узима".
Каже Ибн Хазм (живио по Исау 996-1064) у својој књизи Ел-Фисалу (2/78): "Нико од муслиманских имама, који заслужује име имама по знању, није занегирао лоптасти облик Земље, нити је од иког од њих забележена барем једна реч у неприхватању истог. Аргументи Курана и Сунета су дошли са потврђивањем њеног лоптастог облика". Затим је навео доказе о томе.

### Минг династија у Кини
Сферички земаљски глобус представљен је у време Династије Јуан, у Ханбалику, (данашњи Пекинг), 1267. године, од стране персијског астронома Јамала ад-Дина, али није познато да је то утицало на традиционалну кинеску концепцију облика Земље. Још од 1595. године, један рани језуитски мисионар у Кини, Матео Ричи, забележио је да кинеска династија Минг каже: "Земља је равна и квадратна, а небо је кружна надстрешница; нису успели да осмишљавају могућност антипода". Универзално веровање у равну Земљу потврђује савремена кинеска енциклопедија из 1609. године која илуструје равну Земљу која се протеже преко хоризонталне дијаметралне равни сферичног небеса.
У 17. веку, идеја о сферичној Земљи се ширила у Кини због утицаја језуита, који су држали високе положаје као астрономи на империјалном двору. Матео Ричи, у сарадњи са кинеским картографима и преводитељем Лијем Зизаом, објавио је Kunyu Wanguo Quantu 1602. године, прву кинеску мапу света засновану на великим географским открићима. Астрономска и географска расправа Гезицао (格致 草) написана 1648. године од стране Шонг Мингуа (熊 明 遇) објаснила је да је Земља сферична, не равна или квадратна, и да би се могла окружити.

## Мит о равној земљи
Почетком 19. века, појавио се историјски мит, о претежно космолошкој доктрини из средњег века, да је земља равна. Један од првих заговорника овог мита био је амерички писац Вашингтон Ирвинг, који је сматрао да је Кристифор Колумбо морао да се избори са црквеним противницима да би добио средства за његова истраживања. Друге присталице ове теорије су Џон Вилијам Дрејпер и Ендру Диксон Вајт, који су је искористили као битан фактор у својим тезама да је постајао дуготрајни сукоб између науке и вере Каснија истраживања средњовековне науке су показала да је већина научника, укључујући оне вођене од стране Кристифора Колумба, сматрало да је Земља округла. Нека истраживања историјских веза између науке и религије су показала да теорије њиховог међусобног антагонизма искључују примере њиховог међусобног подржавања.

## Савремене присталице равне Земље
У модерном времену, разне групе и појединци су изразили своје псеудонаучно веровање у равну Земљу:
- Енглески писац Самјуел Роуботам (1816—1885), пишући под псеудонимом „Паралекс“, написао је памфлет, „Зететска Астрономија“ 1849, подржавајући мишљење да је Земља равна и објавио резулате многих експеримената који су тестирали закривљеност воде преко дугачких одводних ровова, а након тога „Недоследност Модерне Астрономије и њено супротстављање Светом Писму“. Један од његових присталица, Џон Хампден, покушавајући да је докаже изгубио је опкладу од Алфреда Расела Валаса у познатом Бедфордском експерименту нивоа. 1877. Хампден је написао књигу, „Нови приручник Библијске космографије“.[133] Роуботам је такође написао студије које су наводно показивале да је ефекат нестајања бродова на хоризонту могао бити објашњен законима перспективе у односу на људско око.[134] 1883. основао је Зететска удружења у Енглеској и Њујорку, којима је послао хиљаду копија Зететске Астрономије.
- Вилијам Карпентер, штампар из Гринича, Енглеска (седиште Гриничке опсерваторије и центар истраживања астрономије), био је Роуботамова присталица. Карпентер је објавио објашњење Теоријска Астрономија Испитана и Откривена-доказ да Земља није округла из осам делова 1864. под именом Здрав Разум.[135] Касније је емигрирао у Балтимор где је објавио Стотину доказа да Земља није округла 1885.[136] Написао је „Постоје реке које теку стотинама миља ка нивоу мора не опадајући за више од пар стопа – као Нил који у хиљаду миља опадне само стопу. Пространство ових размера се не слаже са идејом Земљине закривљености. То је, дакле, разуман доказ да Земља није округла”, као и „Да је Земља округла, мали приказ глобуса био би најбоља ствар за навигатора да понесе са собом. Али ствар као таква је непозната, јер наводећи се играчком морнар би сигурно слупао свој брод. Ово је доказ да Земља није округла”.
- Џон Џаспер, амерички роб који је постао проповедник, пренео је осећања свог пријатеља Карпентера у својој најпознатијој беседи „Сунце се помера“, која је проповедана више од 250 пута. Често је цитирао стихове: „Дакле, живимо на земљи са четири угла; онда, пријатељи моји, хоћете ли ми рећи како у име Бога може земља са четири угла бити округла”. Говорио је даље: „ако је земља као што други кажу, који имају другачију теорију, настањени са друге стране, ти људи би били обавезни да ходају по земљи са ногама према горе као муве по плафону собе”.[137]
- У Брокпорту, Њујорк 1887, М. Ц. Флендерс је три вечери дебатовао са двојицом научника који су тврдили да је Земља округла. Пет грађана је изабрано за судије и гласали су за равну Земљу. Случај је објављен у „Брокпорт Демократу“.[138]
- Професор Џозеф В. Холден из Мејна, бивши мировни судија, држао је бројна предавања о теорији равне Земље у Новој Енглеској на Светској колумбовској изложби у Чикагу. Био је познат и у Северној Каролини где је Стејтсвилов (Северна Каролина) „Semi-weekly Landmark” на његовој сахрани 1900. године записао: „Ми такође верујемо да је Земља равна, и јако нам је жао што сазнајемо да је један од наших чланова преминуо.“[139]
- Након Роуботамове смрти, 1893. у Енглеској Лејди Елизабет Блант основала је Универзално Зететско Удружење као и часопис „Earth not a Globe Review“ који се продавао за два пенија, као и један под називом „Earth“ који је излазио само од 1901. до 1904. Сматрала је да је Библија неоспорни ауторитет за природу и да човек не може бити хришћанин ако верује да је Земља округла. Познати чланови били су Е. В. Булингер из Тринитаријанског удружења Библије, Едвард Хотон модератор природних наука на Тринити Факултету, у Даблину и један надбискуп. Она је поновила Роуботанове експерименте, стварајући неке интересантне контра примере, али интересовање је опало након Првог Светског Рата.[139] Из овог покрета издигло се неколико књига о равној, стационарној Земљи, укључујући „Terra Firma“ Давида Вордлоа Скота.[140]
- 1898. године током његовог самосталног обилажења света, Џошуа Слокам наишао је на групу људи који верују да је Земља равна у Дурбану, у Јужној Африци. Три Бура, од којих је један свештеник, показао је Слокаму памфлет који покушава да докаже да је земља равна. Пол Кругер, председник Јуноафричке Републике, имао је исто гледиште: “Не мислиш око света, то је немогуће! Мислиш у свету. Немогуће!“[141]
- Вилбур Глен Волива, који је 1906. преузео Хришћанску Католичку Цркву, Пентакосталну секту која је основала утопијску заједницу у Зајону, Илиноис. Проповедао је доктрину равне Земље од 1915. године надаље и користио је фотографију 12 mi (19 km) дугачке обале језера Винебејга, Висконсин, сликано три стопе изнад нивоа воде да би доказао своју поенту. Кад је летелица Италија нестао са видика на експедицији ка Северном полу 1928, упозорио је светску штампу да је цепелин прешао ивицу света. Нудио је 5000 америчких долара као награду ономе ко докаже да Земља није равна, под његовим условима."[142] Учење о округлој Земљи било је забрањено у школама у Зиону и порука је преношена на његовој ВЦБД (WCBD) радио станици.[139]
- 2018. астрофизичарка Јаел Назе анализирала је контроверзу око докторске дисертације предложене од стране студента на Универзитету Сфакс, који је бранио теорију равне Земље као и Геоцентрични систем света и младу Земљу. Дисертација, која није била одобрена од стране комитета за тезе еколошких теза, била је јавно објављена и оспорена 2017. од стране професора Хафеда Атеба, оснивача Туниског Астрономског Удружења на његовој Фејсбук страници.[143]
- У мају 2018, присталица равне Земље, Џерард Галакер из Гримзбија, Уједињено Краљевство, одбијен од неколико кладионичара након што је покушао да направи опкладу од 100 британских фунти на то да је Земља равна. Галакер је тврдио да су кладионичари знали да је у праву и зато нису хтели да прихвате његову опкладу.[144]

### Удружење равне Земље
Самјуел Шентон је 1956. основао је Међународно удружење за истраживање равне Земље („IFERS“), познатије као Удружење равне Земље из Довера у Великој Британији, као директни потомак Универзалног зететског удружења. Ово се десило пре него што је Совјетски Савез лансирао први вештачки сателит Спутњик; одговорио је: „Да ли би пловидба око острва Вајт доказало да је оно округло? Исто је и са тим сателитима.“
Његов главни циљ је био да допре до деце пре него што буду убеђена у округлу Земљу. Упркос великом публицитету, свемирска трка је смањила његову подршку у Британији до 1967. када је постао познат захваљујући програму Аполо.
Године 1972, његову улогу је преузео Чарлс К. Џонсон, дописник из Калифорније, САД. Он је припојио „IFERS“ и повећао чланство на око 3000 чланова. Провео је године испитујући теорије равне и округле Земље и предложио доказ о теорији завере против равне Земље: “Идеја глобуса у покрету је само завера о грешци против које су се Мојсије, Колумбо и Рузвелт борили.“ Његов чланак је објављен у магазину „Science Digest“ 1980. Говорио је „Ако је то сфера, површина великог воденог тела мора бити закривљена. Џонсонови су проверили површине језера Тахо и Солтон си а да нису открили било какву закривљеност..“
Удружење је опало 1990 тих година због пожара у њеном седишту у Калифорнији и смрти Џонсона 2001. године. Обновљено је као сајт 2004. од стране Данијела Шентона (није у сродству са Семјуелом Шентоном). Он верује да нико није пружио доказ да Земља није равна.

### Оживљавање у доба познатих и друштвених мрежа
У модерно доба, ширење средства за комуникацију и друштвених мрежа као што су Јутуб, Фејсбук и Твитер су пружили појединцима, познатим или не, платформу за ширење псеудонаучних идеја и за повећања пратилаца. Претпоставка равне Земље се проширила у овом окружењу.
Помрачење сунца 21. августа 2017. популаризовало је Јутуб снимке који тврде да детаљи помрачења показују да је Земља равна. Такође 2017. појавио се скандал у арапским научним и просветним круговима када је туниски студент на докторским студијама приложио тезу тврдећи да је Земља равна, стационарна, центар универзума и стара само 13500 година.

## Културне референце
Израз „равноземљаши” користи се у погрдном смислу за људе који заступају застареле и немогуће ставове о Земљи као равној.